# Sammansättning (lingvistik)
Sammansättning är ett sammansatt lexem, det vill säga en betydelseenhet som är sammansatt av flera självständiga ord. Det är den vanligaste formen av ordbildning i svenska språket. Drygt 90 000 ord av de cirka 125 000 orden i Svenska Akademiens ordlista över svenska språket (SAOL, 2015) är sammansättningar. 
Sammansättning handlar om ordets betydelse och är inte det samma som sammanskrivning, som handlar om skriftens utformning. Mellanrum mellan ord började användas i Europa först omkring 800 e.Kr., innan detta var alla ord sammanskrivna.[källa behövs]
Trots att många sammansättningar kan vara långa och komplexa, består en sammansättning av två delar, en förled (A) och en efterled (B), som sammanfogas till en sammansättning (AB). Exempel
- (konst + läder)  → konstläder
- (hand + väska)  → handväska
- (konstläder + handväska)  →  konstläderhandväska

Förleden i en sammansättning är i normalfallet den profilerande leden, det vill säga den som bär upp huvudbetydelsen. Exempelvis beskriver sammansättningen husbåt en typ av båt, medan båthus beskriver en typ av hus. Efterleden är alltså huvudled och dess ordklass är också sammansättningens ordklass. 
Ett enkelt ord som ingår i en sammansättning kan ha helt andra betydelser i andra sammansättningar det ingår i, såsom ordet mål i mellanmål, målbrott, målformulering, måltavla och självmål.
Ibland har en sammansättning samma betydelse som en fras som består av samma enskilda ord, såsom nyutgåva och ny utgåva. Dock framgår en skillnad mellan sammansättning och fras vid böjning: nyutgåvor respektive nya utgåvor. Vanligast är dock att sammansättningar har en annan betydelse än en fras med samma ord. Exempelvis betyder senvinter ”senare delen av vintern”, medan sen vinter avser en ”vinter som kommit sent”.
Vid bildandet av sammansättningar utifrån meningar faller oftast olika formord bort, till exempel ’för’, ’som’, ’och’, och ’är’. På så sätt blir sammansättning ofta ett sätt att komprimera en text och göra den mindre ”utspädd”. Exempel:
- En målning som gjordes av Coghetti → Coghettimålning

Men ibland kan en sammansättning kännas långt mera komplicerad än en förklarande mening. Exempel:
- Avgiften som betalas för att man ska försäkra sig om ett skydd om man blir arbetslös → arbetslöshetsförsäkringsskyddsavgift

Ibland infogas en stavelse, som kallas fogemorfem eller interfix, mellan förled och efterled i en sammansättning. Exempel: kung–a–makt, familj-e-far, möd-o-sam, honung-s-melon och gat-u-bild. Vid sammansättningar där förleden är en sammansättning byts, av asymmetriskäl, interfixen -o- och -u- ut mot -s- eller -e. Exempel: gat-u-korsning → storgat-s-korsning och sag-o-bok → godnattsag-e-bok.
Ibland stryks slutvokalen i förleden vid sammansättning, exempelvis e:et i ordet arbetare: arbetar/klass, och a:et i ordet docka: dock/vagn.
Oftast får sammansättningen samma böjningsmönster som efterleden. Exempel: blå/jeans/en och livs/pussl/et. Men det finns några undantag, exempelvis: smör/gås/ar (ej som ”en gås” – ”flera gäss”) och ögon/blick/et (ej som ”en blick” – ”den blicken”). Ibland finns båda alternativen. Exempel: en ko/fot (= brytverktyg) – flera ko/fot/ar eller ko/fötter.
I fallet svart hål bildas inte ett sammanskrivet ord men däremot ett fast uttryck som betyder något annat än ett svartfärgat hål. Resultatet är i båda fallen ett lexem som innehåller två rotmorfem som kallas förled och efterled. Att sätta samman ett ord med ett affix som inte förekommer självständigt är en annan process som kallas avledning om ordklassen förändras, annars är det en grammatisk böjning. Exempel: Affixet -are ger ett substantiv (exempelvis målare), -ig ett adjektiv (exempevis nervig) och -era ett verb (till exempel motionera). Adjektivet vresig kan böjas vresigare och vresigast.

## Sandhi
Vid sammansättning i svenskan sker en del olika förändringar. Förutom de semantiska (betydelsemässiga) förändringarna, sker oftast också fonologiska och grammatiska förändringar samt ibland vissa fogefenomen.
Den tonala strukturen i centralsvenskan (alltså det regionala riksspråk som talas i östra Svealand) kan enkelt, för enskilda n-ord, sammanfattas som i exemplet: [|a  p  a]. 
Ibland förenas rotmeorfemen med ett interfix (i svenskan ofta foge-s), till exempel statsapparat. Detta är speciellt vanligt när tre eller fler rotmorfem sätts samman, till exempel blir järnväg och bro till järnvägsbro, högskola och student till högskolestudent. På svenska skrivs aldrig tre likadana bokstäver efter varandra, så ägg och gula fogas till äggula. 
Efter stavningsreformen 1996 började tyska skolor tillåta stavning med tre konsonanter i rad, till exempel Schifffahrt och Schwimmmeister. Detta gäller även isländska, till exempel slikkkaramella och gulllitaður. Eftersom ck används i stället för dubbelteckning av k i svenska, behålls stavningen vid sammansättning, som i krockkudde och backkrön.

### Indelning i enlighet med äldre sanskritgrammatikor
En ordsammansättning har ibland också kallats kompositum (pl. komposita, av latinets compositum), och då framför allt för sammansättningstyper som följer den indelning som gjordes under 1800-talet av sanskritforskare. De indelningar som tidigare använts mer eller mindre av svenska språkforskare är Dvandva-komposita, Bahuvrihi-komposita, Karmadharaya-komposita och Tatpurusha-komposita, vilka presenteras kort nedan.
- Dvandva-komposita (द्वंद्व, där dvandva är sanskrit för ”par” eller ”tvåfald”) avser sammansättningar där ett ”och”-förhållande råder mellan förleden och efterleden, till exempel sötsur.
- Bahuvrīhi-komposita (बहुव्रीहि, bahuvrihi är sanskrit för ”som äger mycket ris”, och kommer av att uttrycket ”en mycketris” användes som beteckning för en man som ägde mycket ris) betecknar sammansättningar av substantiv och adjektiv, exempelvis trefot (något som har tre fötter).
- Karmadhāraya-komposita (कर्मधारय, där karma är sanskrit för ”handling” + dharaya = ”som håller”) betecknar sammansättningar (AB) av typen ”en B som är A”, till exempel barnskådespelare (skådespelare som är ett barn) och storskogen (skogen som är stor).
- Tatpurusha-komposita (तत्पुरुष, där tat är sanskrit för ”den som” + purusha = ”tjänare”) betecknar sammansättningar (AB) av typen ”A är objekt för B”, till exempel gudaoffer (offer till gudarna) och stolsben (stolens ben).

## Indelning med avseende på syntax
Praktiskt taget alla ordklasser kan ingå i sammansättningar. Dock är exempelvis sammansättningar med substantiv som slutled den klart vanligaste formen, medan exempelvis sammansättningar med verb som slutled är mera ovanligt.
Under de följande rubrikerna nedan ges några exempel på binära sammansättningar:

### Sammansättningar med substantiv som slutled
- (substantiv + substantiv): barn/bok, pris/fråga, streck/kod
- (egennamn + substantiv): Zorn/tavla, Odell/platta
- (adjektiv + substantiv): blek/nos, snabb/mat, varm/panna
- (verb + substantiv): frys/box, hopp/borg, stryk/järn
- (adverb + substantiv): hemma/kväll, inne/pryl, då/tid, sällanköps/vara
- (pronomen + substantiv): all/rum, du/reform, vi/känsla
- (räkneord + substantiv): fyr/tal, miljon/stad, två/samhet
- (preposition + substantiv): efter/namn, in/spark, på/annons, mellan/år
- (konjunktion + substantiv): som-/bisats
- (interjektion + substantiv): ja-/sägare, nej-/röst
- (ordgrupp + substantiv): turochretur/biljett, ingenmans/land, undervattens/kamera, åretrunt/bostad

### Sammansättningar med egennamn som slutled
- (substantiv + egennamn): Saxofon-/Olle
- (egennamn + egennamn): Anna-/Lisa
- (adjektiv + egennamn): Stor-/Sven

### Sammansättningar med adjektiv som slutled
- (substantiv + adjektiv): hjärt/lös, kapital/intensiv, karl/tokig
- (egennamn + adjektiv): Moskva/trogen
- (adjektiv + adjektiv): blek/gul, mörk/blå, söt/sur
- (verb + adjektiv): köp/trogen, sitt/riktig, skriv/trött
- (adverb + adjektiv): bort/vänd, hemma/blind, väl/känd
- (pronomen + adjektiv): jag/centrerad, du/reformerad
- (räkneord + adjektiv): fyr/kantig, tre/dubbel, fem/stjärnig
- (preposition + adjektiv): från/skild, mot/villig
- (ordgrupp + adjektiv): iögon/fallande, uppochned/vänd

### Sammansättningar med verb som slutled
- (substantiv + verb): hals/hugga, poäng/besegra, sol/torka
- (adjektiv + verb): fin/slipa, hård/banta, blå/neka, våt/torka
- (verb + verb): frys/torka, kryp/köra, sim/hoppa
- (adverb + verb): in/andas, ute/stänga, uppe/hålla
- (pronomen + verb): själv/deklarera
- (räkneord + verb): tre/dubbla, tio/dubbla
- (preposition + verb): av/resa, till/sätta, ut/föra
- (ordgrupp + verb): tillfreds/ställa, omhänder/ta, vidmakt/håll, igång/sätta

### Sammansättningar med adverb som slutled
- (verb + adverb): kryp/in, sväng/om, titt/ut

### Sammansättningar med particip som slutled
- (egennamn + particip): Sverige/frälst
- (adjektiv + particip): röd/glödande
- (adverb + particip): illa/varslande, ovan/stående, bakåt/lutad
- (pronomen + particip): själv/döende
- (preposition + particip): mellan/liggande, över/gående

## Närliggande begrepp

### Fast förbindelse
Fasta förbindelser består av en verbpartikel samt en verbrot, i den ordningen. Exempel på fasta förbindelser är igenkänna, insjukna och understryka.
Motsatsen till en fast förbindelse är en lös förbindelse som består av ett verb och en fristående partikel. Exempel på lösa förbindelser är känna igen, sjukna in och stryka under. Det sistnämnda exemplet, understryka vs. stryka under, illustrerar hur betydelsen kan ändras beroende på om orden sammansatts i en fast förbindelse, eller står var för sig i en lös förbindelse.

### Ordgruppssammansättning
Ordgruppssammansättningar är sammanskrivningar som närmar sig fasta sammansättningar. Vissa ord skrivs ihop utan att vara sammansättningar, såsom allteftersom, femdagarsvecka, framförallt, förstamajdemonstration, förvisso, mellanösternkonflikt, nuförtiden och överhuvudtaget. Vissa sammanskrivna ordgrupper förekommer både i en sammanskriven form och en särskriven form, exempelvis imorgon/i morgon, herregud/Herre Gud och varsågod/var så god. Om förleden i en sammansättning består av fler än två ord kan man också för tydlighetens skull använda bindestreck mellan de olika delarna, till exempel gör-det-själv-handbok och tur-och-retur-biljett.

## Långa sammansättningar
I svenskan kan skapas mycket långa sammansättningar. I vissa fall kan ändå mycket långa sammansättningar kännas funktionella, såsom för orden: källarbelysningsknappen (23 bokstäver) och kulturutskottsordförandeval (27 bokstäver).
Däremot blir sammansättningar, uppenbart konstruerade, för att skapa långa ord oftast för mycket av det goda. Exempel: nordvästersjökustartilleriflygspaningssimulatoranläggningsmaterielunderhållsuppföljningssystemdiskussionsinläggsförberedelsearbeten (130 bokstäver).
Kemiska ämnen kan också innehålla många bokstäver, som i exempelvis magnesiumaluminiumsilikatkolloid (32 bokstäver).
Alla heltal kan också skrivas ut som ett ord i svenskan, exempelvis: femhundrasextionio (18 bokstäver) och åttamiljonerfemhundraåttiosjutusensexhundrafyrtiosju (52 bokstäver). På motsvarande sätt kan respektive ordningstal skrivas som: femhundrasextionionde (21 bokstäver).

## Sammansättning i andra språk
Olika språk skiljer sig mycket åt i sammansättningsbruket. Möjligheten att göra komplext sammansatta ord förekommer förutom i svenskan bland annat i tyskan (Donaudampfschiffartsgesellschaftskapitänsmûtze = Donauångbåtsfärdsbolagskaptensmössa) och finskan (lentokonesuihkuturbiinimoottoriapumekaanikkoaliupseerioppilas = flygplansjetmotorhjälpmekanikunderordonanstudent). Någon form av sammansättningar förekommer dessutom i albanska, arameiska, bosniska/kroatiska/serbiska, kinesiska, kurdiska, persiska, somaliska och turkiska. I spanskan och rumänskan förekommer sparsamt med sammansättningar.
I andra språk tillgrips vanligen andra medel. Sammansatta, men särskrivna lexem är exempelvis vanliga i engelskan, till exempel stone house. 
I slaviska språk, såsom ryska, polska och tjeckiska, används oftast ordfogningar av redan lexikaliserade sammansättningar, eller så görs förleden till ett adjektiv, såsom polska kamienny dom, bokstavligen "stenigt hus".
De romanska språk bildar fasta uttryck med huvudordet först, därefter en preposition och avslutar med en bestämning, såsom i franskans maison en pierre, bokstavligen "hus av sten". 
Arabiska och romani använder nästan inga sammansättningar alls.